# Nyssia harrisoni
Nyssia harrisoni là một loài bướm đêm trong họ Geometridae.